# Leva Livet
Leva Livet er en svensk version af den danske musical Elsk mig i nat efter en idé af Jesper Winge Leisner. 
Forestillingen bygger over lang række af de allerstørste svenske hits fra 1980'erne og blev instrueret af Philip Zandén.
Handlingen og replikkerne er de samme som i den danske udgave, men sangene er udskiftet med lignende svenske sange, så de passer ind i handlingen.
Forestillingen indeholdt sange af bl.a. Gyllene Tider, Orup, Mauro Scocco, Björn Skifs, Marie Fredriksson, Eva Dahlgren, Tomas Di Leva och Niklas Strömstedt.
Forestillingen havde premiere i Stockholm 13. januar 2011.

## Medvirkende
| Skuespiller          | Rolle        |
| -------------------- | ------------ |
| Malena Laszlo        | Sara (Sui)   |
| Christine Meltzer    | Pia          |
| Lisa Werlinder       | Cilla (Iben) |
| Jessica Zandén       | Rita         |
| Patrik Martinsson    | Fredrik      |
| Alexander Stocks     |              |
| Linus Wahlgren       |              |
| Anna Åström          | Mimmi (Maja) |
| Kristoffer Hellström | Billy        |